# Tom Clancy's Ghost Recon Breakpoint
Tom Clancy's Ghost Recon Breakpoint es un videojuego de acción y disparos táctico desarrollado y distribuido por Ubisoft. Es la undécima entrega de la saga Tom Clancy's Ghost Recon. Su lanzamiento se produjo el 4 de octubre de 2019.
El juego se desarrolla en un entorno de mundo abierto llamado Auroa, una isla ficticia en el Océano Pacífico.  El jugador asume el papel de Nomad, un agente de fuerzas especiales enviado a la isla para investigar una serie de disturbios que involucran a Skell Technology, un contratista militar asentado en Auroa.

## Desarrollo
Tras el éxito de Wildlands, el equipo de desarrollo se expandió a más de mil personas. Por primera vez en la serie, el escenario es ficticio ya que el equipo sintió que tendrían más libertad creativa con respecto al diseño mundial del juego. El equipo también escuchó los comentarios de los jugadores de Wildlands e introdujo una variedad de cambios que los jugadores habían solicitado, como un mayor enfoque en el realismo y un mejor control del vehículo. La premisa del juego de los Ghosts cazados y solos en la isla hizo que Ubisoft eliminara a los compañeros de la IA del juego. Según la productora Nouredine Abboud, Jon Bernthal fue contratado para expresar y brindar captura de movimiento para el antagonista del juego porque el equipo sintió que tenía el potencial de ser un villano carismático y una némesis eficaz para los Ghosts.  El nombre del juego, Breakpoint, refleja la narrativa del juego en la que los Ghosts están en una misión que está al borde del fracaso. Emil Daubon, el escritor del juego, agregó que la historia exploraría los temas de "dolor, trauma, hermandad y agotamiento mental".

## Jugabilidad
Al igual que su predecesor Wildlands, Breakpoint es un juego de disparos táctico ambientado en un entorno de mundo abierto. Se juega desde una perspectiva en tercera persona y utiliza una vista en primera persona opcional para apuntar armas. Los jugadores asumen el rol de Nomad, miembro de la Compañía Delta, Primer Batallón, 5º Grupo de Fuerzas Especiales, también conocido como "Ghosts", una unidad de operaciones especiales de élite ficticia del Ejército de los Estados Unidos bajo el Comando Conjunto de Operaciones Especiales.  El mundo del juego, Auroa, es un entorno de mundo abierto que presenta una variedad de paisajes, y estos se pueden usar para obtener ventajas tácticas. Por ejemplo, los jugadores pueden deslizarse por un terreno rocoso y usar barro para camuflarse. Según Ubisoft, Auroa es más grande que el mundo del juego presentado en Wildlands.  Los jugadores tienen una variedad de formas de atravesar el mundo abierto, controlando varios vehículos aéreos, terrestres y marítimos.
El juego está previsto para lanzar con cuatro clases de personajes. Ubisoft anunció planes para que haya más clases disponibles a través de las actualizaciones posteriores al lanzamiento. Cada clase tiene sus propias habilidades; por ejemplo, la pantera es una clase orientada al sigilo y puede lanzar bombas de humo. El jugador podrá cambiar entre clases en el juego.  Los jugadores tienen que reunir inteligencia para poder avanzar en el juego y pueden usar una variedad de métodos para acercarse a las misiones. Al igual que en los títulos anteriores de la franquicia, pueden utilizar una variedad de armas en combate, con el repertorio del jugador ampliado para incluir aviones de combate y lanzacohetes para matar enemigos. Alternativamente, pueden usar sigilo y neutralizar silenciosamente a los oponentes. En Breakpoint, los jugadores están equipados con un dispositivo de antorcha que les permite cortar a través de las cercas. Los jugadores pueden llevar cadáveres y ocultarlos para que los enemigos no se alerten.  Los enemigos caídos dejarán el botín para que los jugadores lo recojan. Los compañeros caídos se pueden llevar detrás de la cubierta para revivirlos de forma segura.  Muchas de las nuevas características agregadas a Breakpoint fueron desarrolladas con base en los comentarios de los jugadores en Wildlands.
El juego pone un mayor énfasis en la supervivencia que Wildlands.  Los enemigos serán más numerosos y el juego contará con una gama más amplia de arquetipos enemigos.  Estos enemigos tendrán acceso a muchas de las mismas armas, habilidades y equipos que están disponibles para el jugador. Los enemigos responderán de manera más realista a las acciones de los jugadores y las patrullas vagarán por el mundo del juego en busca del jugador. Ubisoft introdujo estos cambios para dar al jugador la sensación de que "ya no era lo más peligroso en el mundo del juego".  Los jugadores necesitan recolectar diferentes recursos en el mundo del juego y usarlos para crear recursos como los vendajes. Los controles regulares de mantenimiento de armas son necesarios para mantener las armas funcionales y el jugador necesitará manejar la fatiga, el hambre y la hidratación de su personaje. No hacerlo puede ralentizar al jugador, limitar su capacidad de regenerar salud o hacer que haga más ruido mientras se mueve. El juego utiliza un sistema de salud regenerativo en el que el personaje del jugador recupera la salud de forma natural, pero las lesiones graves impedirán el rendimiento del personaje del jugador, ya que comenzarán a cojear y ya no podrán apuntar su arma con precisión. Los jugadores pueden establecer un refugio para curarse a sí mismos. El refugio también es el sitio donde los jugadores pueden administrar sus armas e inventarios, personalizar su personaje y cambiar las clases del personaje. El juego se puede jugar con otros tres jugadores de forma cooperativa, aunque a diferencia de Wildlands, no habrá ningún escuadrón controlado por inteligencia artificial en el modo de un solo jugador del juego. A diferencia de los títulos anteriores de Ghost Recon, Breakpoint requerirá una conexión constante a Internet para jugar.
La historia del juego presenta opciones de diálogo.  Esto no afectará la narrativa principal, sino que permitirá a los jugadores obtener inteligencia que puede ayudar en sus misiones. Se lanzará un modo multijugador competitivo en el lanzamiento, y el contenido postjuego, como las redadas, se introducirá después del lanzamiento.

## Argumento
El juego está ambientado en el año 2023, cuatro años después de los eventos de Wildlands.  La historia tiene lugar en Auroa, una isla en el Pacífico Sur propiedad del empresario multimillonario y filántropo Jace Skell. Skell es el fundador de Skell Technology, una empresa de primera línea que produce drones para aplicaciones comerciales, pero que también ha tenido éxito como contratista militar que desarrolla equipos de vanguardia para el gobierno de los Estados Unidos. Skell compró Auroa con la visión de convertirlo en un centro para el diseño, investigación, desarrollo y producción de inteligencia artificial y tecnología de drones.  La isla se compone de una serie de biomas individuales que incluyen estuarios marinos y humedales, bosques arbóreos, montañas cubiertas de nieve y volcanes activos.
Frente a la creciente evidencia de que sus productos están cayendo en manos de regímenes corruptos, Skell Technology comienza a estar bajo un mayor escrutinio. Cuando están implicados en un asesinato, el gobierno de los Estados Unidos decide seguir investigando solo para que Auroa se desconecte del mundo exterior. Nomad, el líder de un equipo Ghost Recon desplegado en Auroa, encuentra que el ex Ghost Cole D. Walker se ha vuelto corrupto. Walker está liderando un equipo de soldados que se llaman a sí mismos "Wolves", que están armados con armas y equipos de vanguardia, se han apoderado de la producción de aviones no tripulados de Skell Technology y ahora están cazando a los Ghosts.